# Scincus
Scincus – rodzaj jaszczurek z podrodziny Scincinae w rodzinie scynkowatych (Scincidae).

## Zasięg występowania
Rodzaj obejmuje gatunki występujące w pustynnych rejonach Afryki Północnej i Bliskiego Wschodu.

## Charakterystyka
Jaszczurki z rodzaju Scincus charakteryzują się zdolnością do pływania w piasku. Umiejętność tę zawdzięczają opływowym kształtom ciała, bardzo gładkiej skórze, silnie rozwiniętym kończynom, nosowi w kształcie dłuta, a także zredukowanym otworom usznym.

## Systematyka

### Etymologia
Scincus: łac. scincus „rodzaj jaszczurki, scynk”, od gr. σκιγκος skinkos lub σκιγγος skingos „rodzaj jaszczurki, scynk”.

### Podział systematyczny
Do rodzaju należą następujące gatunki:
- Scincus albifasciatus Boulenger, 1890
- Scincus conirostris Blanford, 1881
- Scincus hemprichii Wiegmann, 1837
- Scincus mitranus Anderson, 1871
- Scincus scincus (Linnaeus, 1758) – scynk aptekarski